# Distributief (taalkunde)
De distributief is een naamval die wordt gebruikt om aan te geven dat iets verdeeld wordt, meestal gebeurt dit met de woorden elke en per. Deze naamval komt voornamelijk voor in het Hongaars, Fins en Estisch.

## Voorbeeld van gebruik
In het Hongaars wordt -nként toegevoegd aan een woord om de betekenis gedeeltelijk te veranderen, het Hongaars kent namelijk geen woorden die los elke of per betekenen. Voorbeeld: fejenként (per hoofd), esetenként (in sommige gevallen). Het wordt ook gebruikt in tijd om aan te geven hoe vaak iets gebeurt: hetenként (eens per week), tízpercenként (elke tien minuten).
In het Fins gebeurt het toevoegen van een achtervoegsel voor de distributief zelden, het is nog zeldzamer in het enkelvoud.